# Bachmoet

Plattegrond met gebieden onder controle van pro-Russische separatisten

Bachmoet (Oekraïens: Ба́хмут, Russisch: Бахму́т), tot begin 2016 Artemivsk in het Oekraïens of Artjomovsk in het Russisch geheten, is een stad met regionale betekenis in de Oblast Donetsk, Oekraïne. Op 4 februari 2016 besloot de Verchovna Rada van Oekraïne om de naam van de stad te veranderen om deze van haar communistische achtergrond te ontdoen. De stad ligt aan de Bachmoetka-rivier op ongeveer 89 km van Donetsk, het centrum van de Oblast. De bevolking telde in 2015 ongeveer 77.000 personen.

## Geschiedenis
De plaats werd gesticht in 1571 en genoemd naar de Tataarse naam Mahmoed. In 1701 beval Peter de Grote om er een fort te bouwen, dat in 1703 klaar was. In 1704 gaf Peter de Grote een oekaze uit, waarbij Kozakken toestemming kregen zich in de plaats te vestigen.
In 1783 kreeg Bachmoet stadstatus in de provincie Jekaterinoslav. In die tijd bevonden zich in de stad fabrieken van baksteen, kaarsen en zeep. Er waren ongeveer 150 winkels, een ziekenhuis en drie scholen: twee privé-kostscholen voor kinderen van welgestelde ouders en een zondagsschool voor arbeiderskinderen. Op 12 juli en 21 september was er een markt en kermis. In 1875 kwam er een waterleiding.
In 1876 werden in de omgeving zoutvoorraden ontdekt, en zoutmijnen in gebruik genomen. Na aanleg van de spoorweg Charkov - Bachmoet - Popasna, kwamen er ondernemingen die albast, pleister, baksteen, tegels en soda produceerden. Aan het begin van de 20e eeuw ontstond er metaalbewerking. In het jaar 1900 waren er 76 kleine productiebedrijven met in totaal bijna 1100 werknemers, en vier grote zoutmijnen met bijna 900 werknemers. Rond die tijd werden de straten verhard. In 1913 telde de bevolking circa 28.000 mensen. Er waren twee ziekenhuizen met 210 bedden, vier scholen voor voortgezet onderwijs, twee vakscholen en een bibliotheek.
In april 1918 werd de stad ingenomen door troepen van de Volksrepubliek Oekraïne.
In december 1919 kwamen de Sovjets aan de macht. In de jaren 1920–1924 was het administratief centrum van het Donets-Gouvernement van de Oekraïense Socialistische Sovjetrepubliek. In 1924 werd de naam van de stad veranderd in Artemivsk, ter ere van Artjom, een revolutionair die in de beginjaren van de revolutie in de stad woonde en werkte. Op 1 november 1941 werd de stad bezet door de 97e Lichte Divisie van de Wehrmacht. Op 5 september 1943 werd de stad weer heroverd door de 259e en 266e Fuselierdivisies het Rode Leger in het Donbas Strategisch Offensief.
Tijdens de pro-Russische opstand in 2014 verklaarden de separatisten van de Volksrepubliek Donetsk de stad tot deel van hun republiek. Op 7 juli 2014 werd de stad samen met Druzjkivka weer ingenomen door Oekraïense strijdkrachten.
Op 15 mei 2015 ondertekende president Petro Porosjenko van Oekraïne een wetsvoorstel om communistische monumenten te verwijderen en communistisch-gerelateerde namen te veranderen. In september 2015 stemde de gemeenteraad voor herstel van de oude naam Bachmoet.
Na de inval in Oekraïne door Rusland wordt in 2022 en 2023 bij de slag om Bachmoet fel om Bachmoet gevochten. Volgens de Oekraïense president Zelensky is Bachmoet vrijwel geheel vernietigd.
 Op 4 mei 2023 kondigde de leider van de Wagnergroep Jevgeni Prigozjin aan dat zijn militairen Bachmoet op 10 mei 2023 zouden verlaten uit woede over het uitblijven van Russische munitie nadat vele soldaten de dood gevonden hadden. Dit proces begon echter pas op 25 mei. Na de terugtrekking van de Wagnergroep hebben het Russische Leger en de volksmilitie van de Volksrepubliek Donetsk hun posities in de stad overgenomen. 

## Bevolking
Op 1 juni 2017 telde Bachmoet 75.900 inwoners. Volgens de Oekraïense volkstelling van 2001 bestond de meerderheid uit etnische Oekraïners maar was hun eerste taal overwegend Russisch.
| Etniciteit |       |
| Oekraïner  | 69,4% |
| Rus        | 27,5% |
| Witrus     | 0,6%  |
| Armeniër   | 0,3%  |
| Roma       | 0,2%  |
| Joods      | 0,2%  |

| Taal         |       |
| Russisch     | 62%   |
| Oekraïens    | 35%   |
| Armeens      | 0,2%  |
| Romani       | 0,2%  |
| Wit-Russisch | 0,10% |

## Economie
Sinds 1951 is in Bachmoet een wijnmakerij gevestigd. De Artjomsol-zoutmijn ligt in de voorstad Soledar, hier bevindt zich de grootste ondergrondse ruimte ter wereld. De Notre Dame van Parijs past erin, met nog ruimte over.

### Transport
De autowegen van Charkov naar Rostov aan de Don en van Donetsk naar Kiev verlopen langs Bachmoet. De voorsteden Tsjasiv Jar en Soledar behoren bestuurlijk tot de stad. Er is een openbaar vervoersysteem met trolleybussen en autobussen. Er zijn intercity-busdiensten naar meerdere steden in Oekraïne.
De stad heeft enkele spoorwegstations aan de spoorweg van Charkov naar Horlivka en van Kramatorsk naar Debalzeve.

## Onderwijs
Er zijn 20 scholen met 11.600 leerlingen, 29 kleuterscholen met 3500 kinderen, vier vakscholen met 2000 leerlingen en enkele muziekscholen. Onder andere:
- Artemovsk Industrieel College (Tsjaikovskistraat)
- Donetsk Muziekschool "John Karabits" (Lermontovstraat)
- Donetsk Pedagogische school (St. Annunciation)
- Donetsk Medische opleiding (St. W. Nosakova)

## Galerij

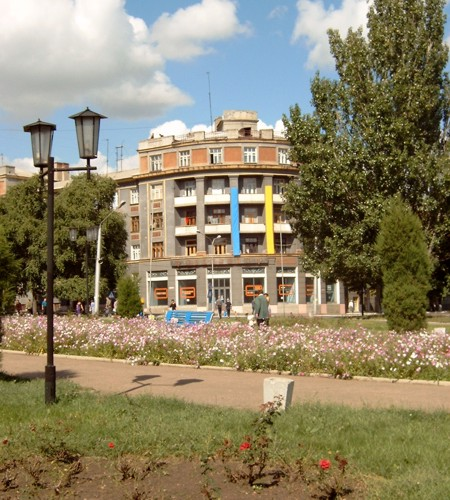
Vrijheidsplein
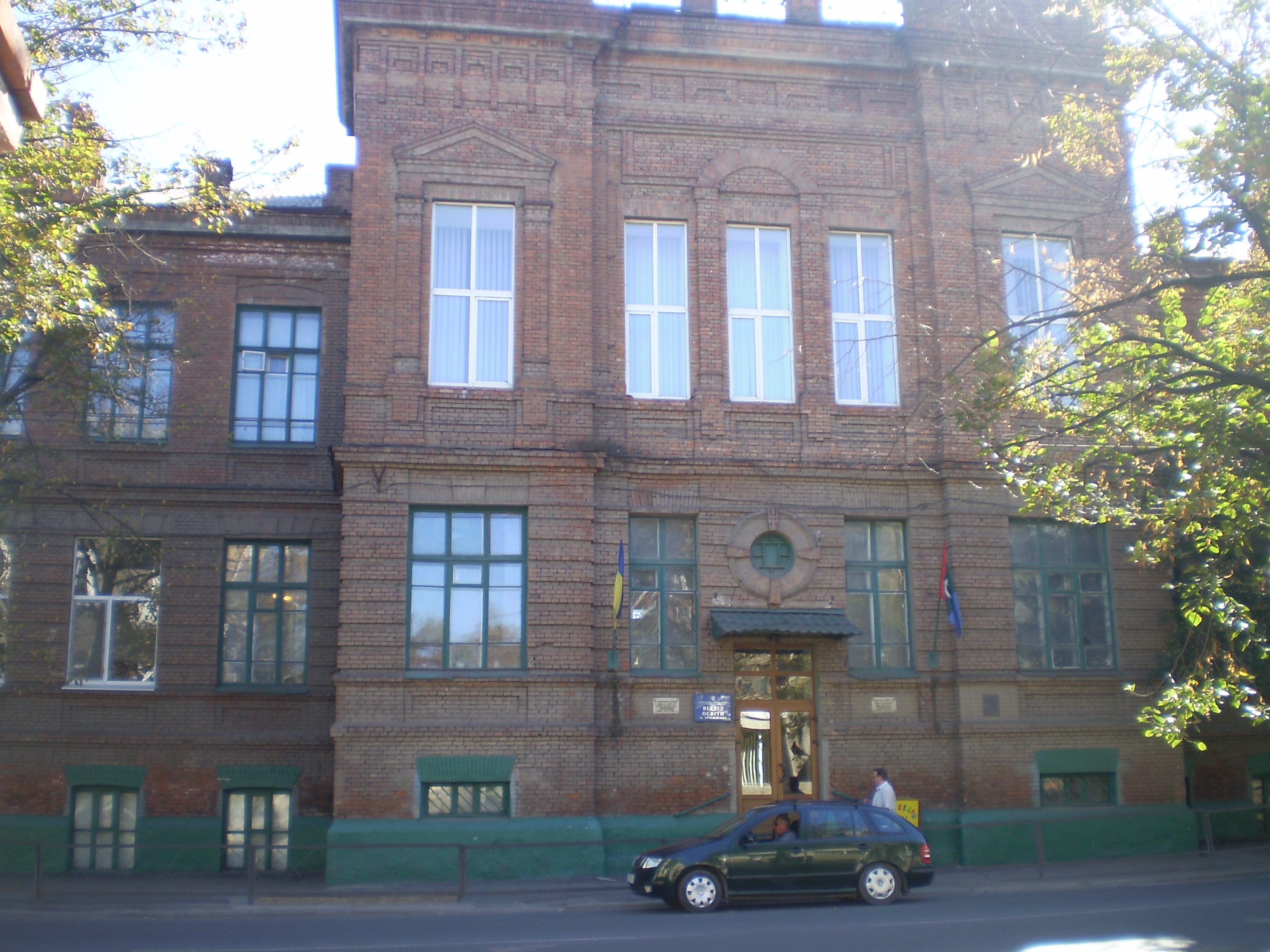
Voormalig gymnasium
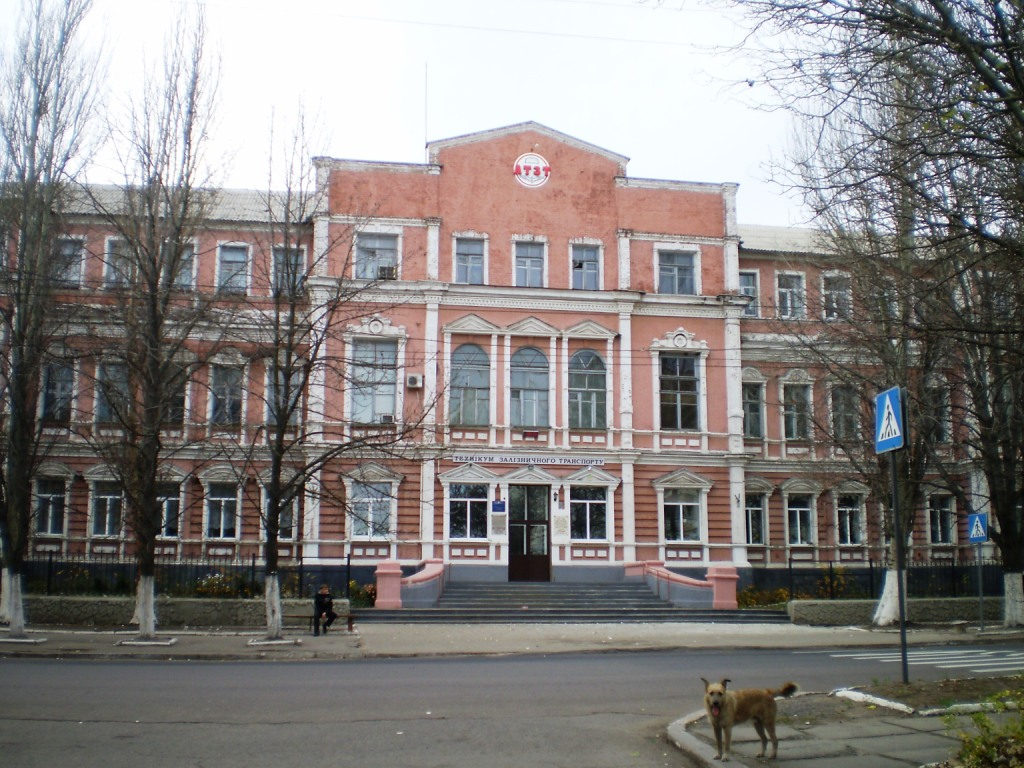
Spoorwegkantoor
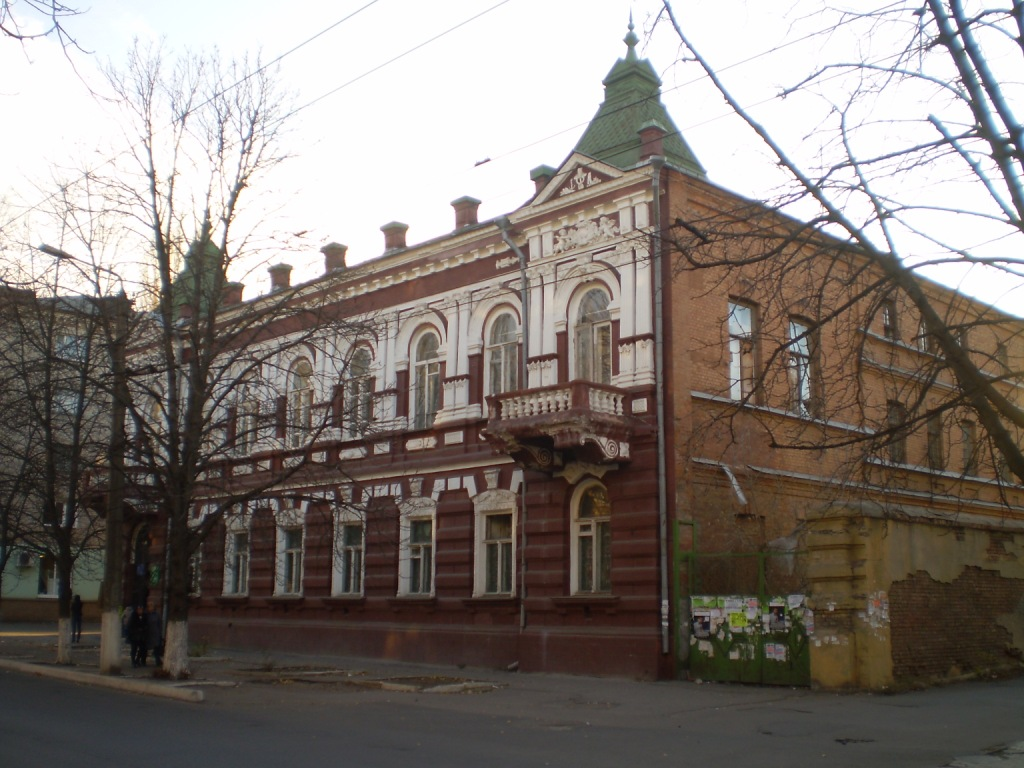
Oud bankgebouw
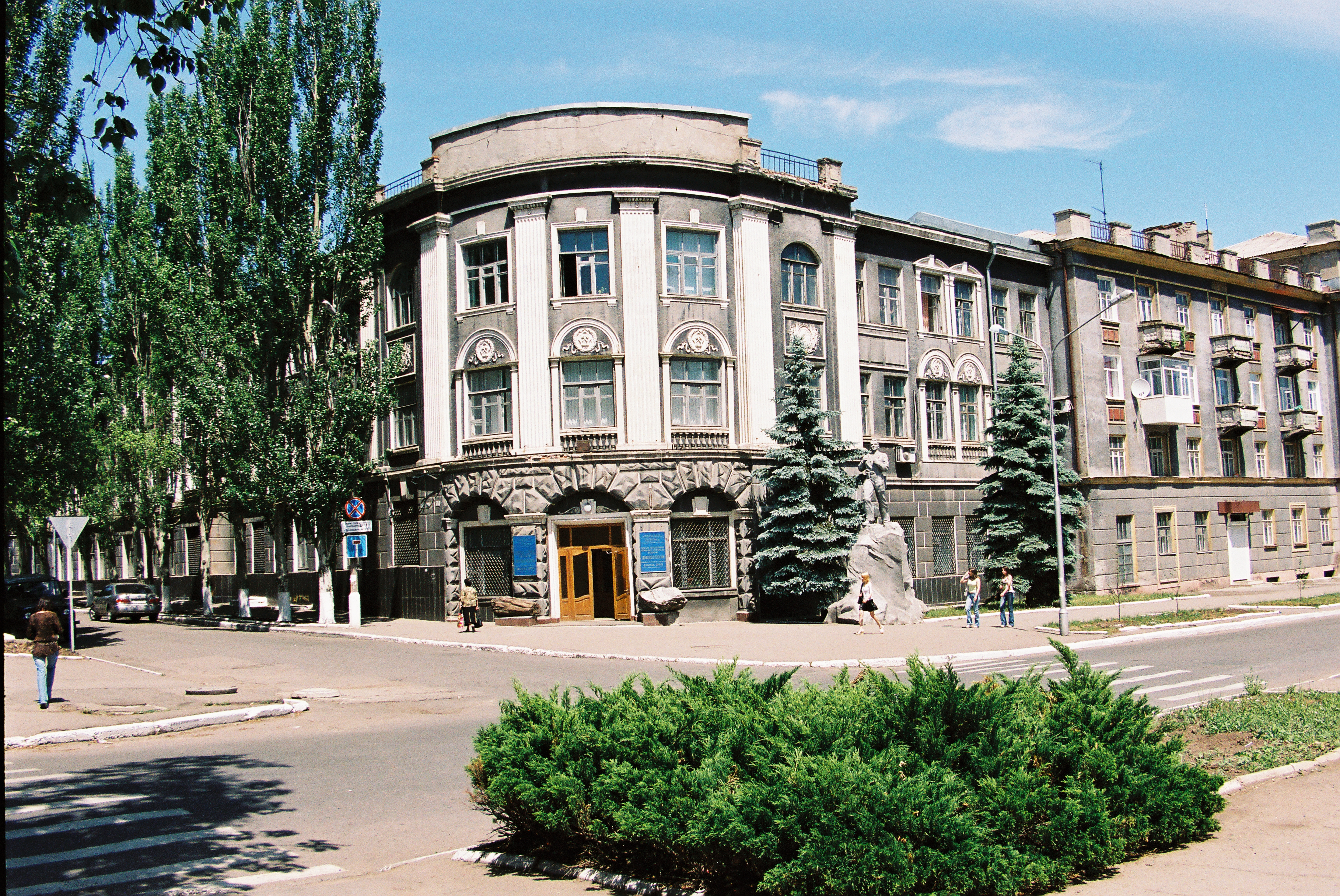
Stadscentrum
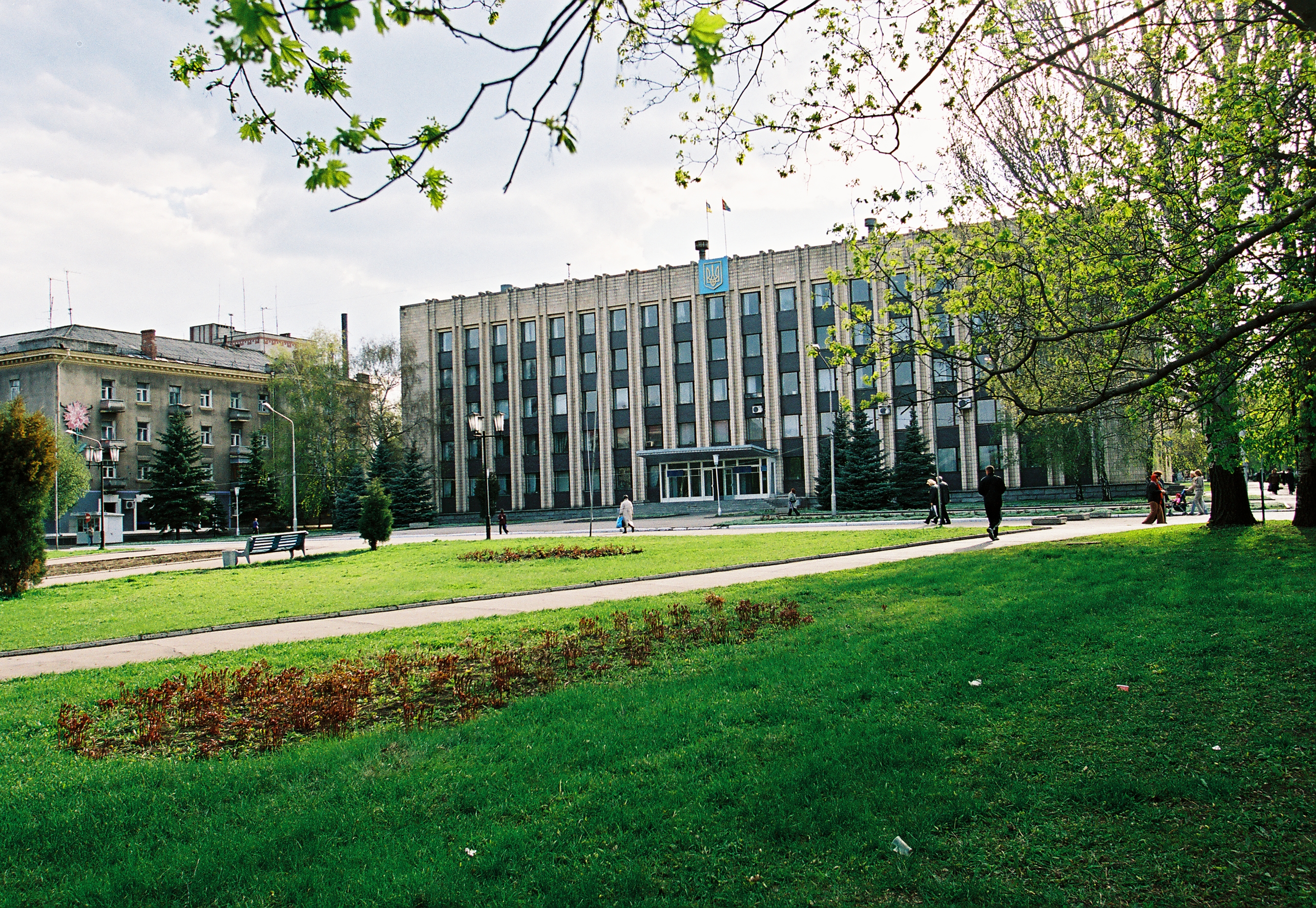
Stadhuis
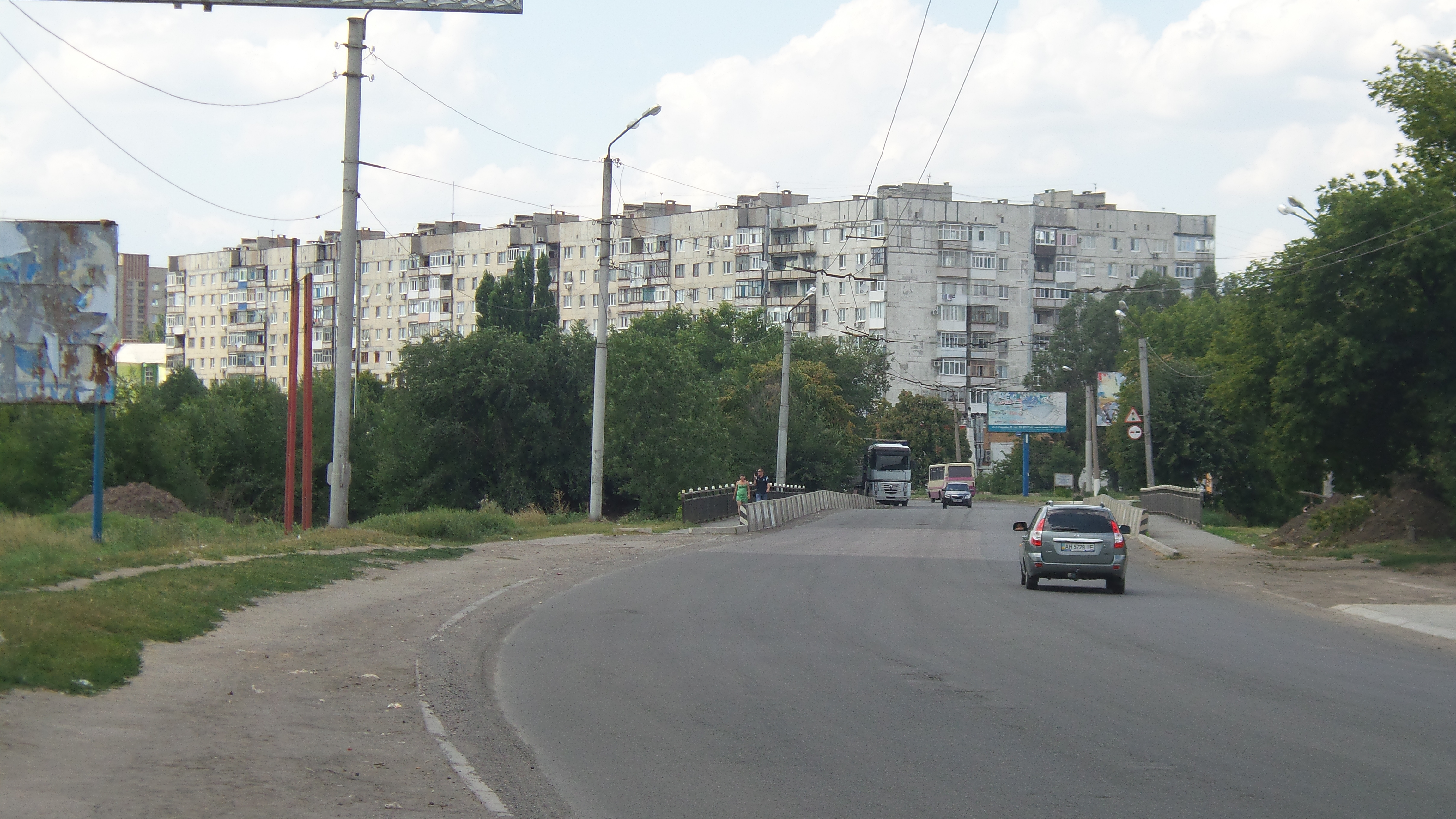
Woonwijk uit de Sovjettijd
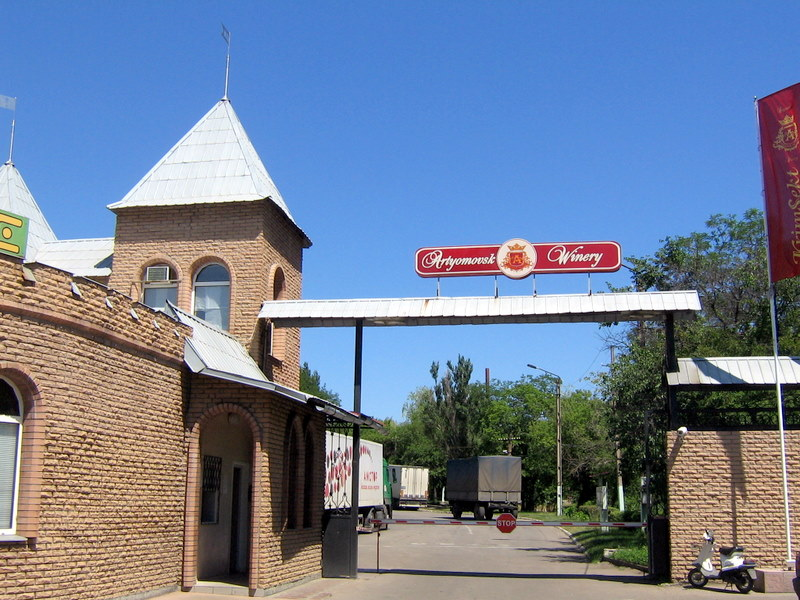
Wijnmakerij
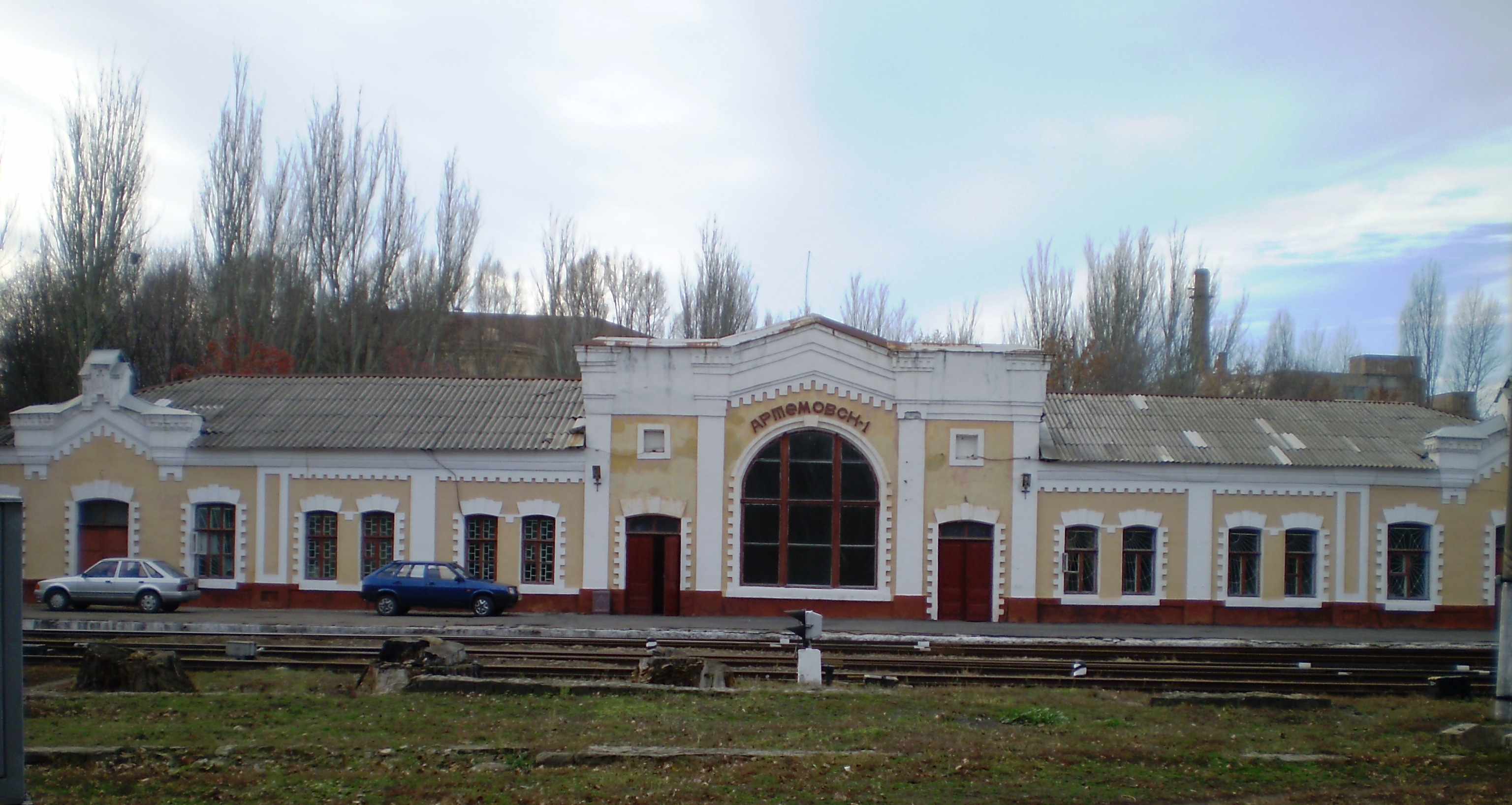
Spoorwegstation nr. 1